# Marshmello
Marshmello, de son vrai nom Christopher Comstock (né le 19 mai 1992 à Philadelphie en Pennsylvanie), est un disc jockey, producteur et compositeur américain. Il rencontre le succès en 2016 avec le titre Alone et son clip qui totalise plus de 2,2 milliards de vues sur YouTube, puis par ses morceaux Happier, Wolves, Friends, et Silence certifiés disques de platine et ses collaborations avec Lil Peep, Selena Gomez, Halsey, Juice WRLD ou encore Khalid.
En 2019, il se classe 2e DJ le mieux payé au monde par le magazine Forbes et 5e meilleur DJ au monde d'après le classement par vote établi par DJ Mag.

## Biographie

### Premiers singles et débuts en festival (2015–2016)
Marshmello publie son premier titre Wavez le 3 mars 2015 en libre téléchargement et en exclusivité sur le site de streaming SoundCloud. Il continue d'utiliser la plate-forme pour publier un total de quatorze sorties exclusives, et des remixes pour Calvin Harris et Jack Ü. La même année, il est invité sur le podcast Diplo & Friends diffusé sur BBC Radio 1 & 1Xtra
Marshmello commence à se faire un nom en mixant lors des plus grands festivals de musique électronique du monde tels que l'Ultra Music Festival, Lollapalooza Chicago, EDC Las Vegas, Ultra Singapore, Ultra Bali ou Ultra Japan. En janvier 2016, il publie son premier album Joytime sous son propre label Joytime Collective. En mai 2016, il publie le titre Alone sur le label Monstercat, qui deviendra disque de platine et dont le clip cumule aujourd'hui plus de 2 milliards de vues sur YouTube. Il admettra dans une vidéo avoir spontanément produit le morceau en seulement 4 heures. En septembre 2016, il annonce une première tournée mondiale intitulée The Ritual Tour pour le dernier trimestre de l'année 2016.

### Confirmation et collaborations (2017–2018)
Marshmello poursuit son ascension fulgurante dans la scène électronique en mixant au festival Coachella en Californie. En janvier 2017, il publie un clip de son titre Summer en collaboration avec l'influenceuse Lele Pons. En août 2017, il sort le morceau Silence avec le chanteur américain Khalid qui se classe à la 30e place du Billboard Hot 100, tout en atteignant la 1re place du Billboard Hot Dance/Electronic Songs. Puis il publie Wolves en collaboration avec Selena Gomez qui atteint également la 1re place du Hot Dance/Electronic Songs. Fin 2017, Marshmello s'associe avec Migos sur Danger, pour la promotion du film Bright avec Will Smith sur Netfilx.
Marshmello enchaine les dates et les collaborations avec chanteurs et rappeurs internationaux. En janvier 2018, deux mois après la mort de Lil Peep, il dévoile leur collaboration intitulée Spotlight. S'ensuit le titre Friends avec Anne-Marie, You Can Cry avec Juicy J et James Arthur, Everyday avec Logic ou encore Project Dreams avec Roddy Ricch. En août 2018, Marshmello sort Happier en collaboration avec le groupe anglais Bastille. Le titre reste l'un de ses plus grand succès avec un total de plus d'un milliard d'écoutes sur Spotify, après avoir atteint la 2e place du Billboard Hot 100. Il se positionne à la 1re place du Billboard Hot Dance/Electronic Songs pendant 69 semaines, ce qui constitue le record actuel. Il expérimente également dans d'autres styles avec des titres moins taillés pour les radios avec son deuxième album Joytime II composé de 9 titres ou encore Bayen Habeit avec le chanteur égyptien Amr Diab.
Marshmello fait également ses preuves d'un point de vue financier, en faisant partie de la liste 30 under 30 de Forbes, et en rejoignant le cercle fermé des DJs ayant joué au Palais des congrès de Los Angeles.

### Joytime III(2019)
En mars 2019, Marshmello sort Here With Me avec le groupe écossais Chvrches puis le mois suivant Light It Up avec Tyga et Chris Brown. L'enchainement de ces deux sorties provoquera une controverse initiée par le groupe écossais qui s'estime déçu de Marshmello pour avoir travaillé avec les deux rappeurs, alors accusés d'être des « prédateurs sexuels ». En juillet 2019, il publie son troisième album Joytime III  composé de 13 titres dont des collaborations avec les producteurs Slushii, Flux Pavilion, Wiwek, Bellecour ou Crankdat.
Marshmello continue d'expérimenter avec One Thing Right avec le chanteur américain de country Kane Brown, Tongue Tied avec Yungblud et blackbear ou encore Rescue Me avec le groupe de rock américain A Day to Remember.

### Annonce d'un nouvel album (depuis 2020)
L'année débute avec un titre dubstep intitulé Crusade aux côtés du producteur Svdden Death puis avec le morceau hip-hop Been Thru This Before avec Giggs & SAINt JHN et Southside. En mai 2020, Marshmello publie Be Kind avec Halsey. En septembre 2020, il sort Baggin' avec 42 Dugg et OK Not to Be OK avec Demi Lovato.
Lors de la sortie de l'album posthume du rappeur Juice Wrld, Marshmello dévoile deux collaborations avec ce dernier Come and Go et Hate the Other Side. Dans un tweet en août 2020, il annonce la sortie d'un nouvel album pour la fin 2020. Le 23 octobre 2020, Marshmello sort le single Too Much, une collaboration avec le disc jockey kazakh Imanbek et le chanteur américain Usher.

## Style musical et identité
Le nom Marshmello provient de l'anglais marshmallow (guimauve en français). Il porte un casque en forme de guimauve lors de chaque prestation. Marshmello ne dévoile jamais son visage et son nom personnel a été objet de spéculations et de rumeurs. Lui-même met en scène cette énigme en faisant porter son masque et sa tenue au DJ néerlandais Tiësto en 2016 à EDC, par l’acteur américain Will Ferrell ou encore par Shawn Mendes aux MMVAs en 2018.

## Activités parallèles
En juin 2018, il donne 500 000$ à Kids in Need of Defense (KIND) une association pour l'aide des enfants réfugiés et immigrés aux États-Unis, après avoir gagné 1 million de dollars au tournoi E3 Celebrity Pro Am d'Epic Games avec Ninja,,. En juin 2020, lors du mouvement Black Lives Matter initié par le meurtre de George Floyd, Marshmello fait un don de 50 000$ à la National Association for the Advancement of Colored People (NAACP)
Marshmello est très présent dans l'univers des jeux vidéo notamment Fortnite. Depuis 2019, le skin Marshmello est disponible sur le jeu. En février 2019, il réalise un concert virtuel sur le jeu Fortnite suivi par plus de 10 millions de personnes. Sur sa chaîne YouTube, Marshmello diffuse en direct ses parties sur Call of Duty: Warzone, Fortnite ou encore Rocket League, mais également des recettes de cuisines (Cooking with Marshmello) ou des tutoriels divers et variés (How To).
En 2020, Marshmello collabore avec l'entreprise Stuffed Puffs pour proposer une gamme de chamallow à son effigie. Il publie une vidéo avec l'influenceuse Charli D'Amelio pour en faire la promotion. En juillet 2020, Marshmello et son manager Moe Shalizi présentent Mellodees, une marque de dessin animés pour enfants

## Discographie

### Albums studio
| Titre                                                                           | Détails                                                                                      | Meilleures positions | Meilleures positions | Meilleures positions | Meilleures positions | Meilleures positions | Meilleures positions | Meilleures positions | Meilleures positions |
| Titre                                                                           | Détails                                                                                      | US                   | US Dance             | BEL (FL)             | BEL (WAL)            | CAN                  | NOR                  | P-B                  | SUE                  |
| ------------------------------------------------------------------------------- | -------------------------------------------------------------------------------------------- | -------------------- | -------------------- | -------------------- | -------------------- | -------------------- | -------------------- | -------------------- | -------------------- |
| Joytime                                                                         | - Sortie : 8 janvier 2016 - Label : Joytime Collective - Formats : téléchargement, streaming | —                    | 5                    | —                    | —                    | —                    | —                    | —                    | —                    |
| Joytime II                                                                      | - Sortie : 22 juin 2018 - Label : Joytime Collective - Formats : téléchargement, streaming   | 165                  | 1                    | —                    | —                    | —                    | —                    | —                    | —                    |
| Joytime III                                                                     | - Sortie : 2 juillet 2019 - Label : Joytime Collective - Formats : téléchargement, streaming | 50                   | 1                    | 103                  | 131                  | 53                   | 19                   | 73                   | 50                   |
| Shockwave                                                                       | - Sortie : 11 juin 2021 - Label : Joytime Collective - Formats : téléchargement, streaming   | —                    | 3                    | —                    | —                    | —                    | —                    | —                    | —                    |
| Sugar Papi                                                                      | - Sortie : 3 novembre 2023 - Label : Joytime Collective                                      |                      |                      |                      |                      |                      |                      |                      |                      |
| « — » signifie que l'album ne s'est pas classé ou n'est pas sorti dans le pays. |                                                                                              |                      |                      |                      |                      |                      |                      |                      |                      |

2023 : Sugar Papi

### Albums de mix
| Titre                            | Détails                                                                                     | Meilleures positions | Meilleures positions | Meilleures positions |
| Titre                            | Détails                                                                                     | US                   | US Dance             | CAN                  |
| -------------------------------- | ------------------------------------------------------------------------------------------- | -------------------- | -------------------- | -------------------- |
| Marshmello Fortnite Extended Set | - Sorti : 2 février 2019 - Label : Joytime Collective - Formats : Téléchargement, streaming | 45                   | 1                    | 31                   |

### Singles

#### Artiste principal
| Titre                                                                             | Année | Meilleures positions | Meilleures positions | Meilleures positions | Meilleures positions | Meilleures positions | Meilleures positions | Meilleures positions | Meilleures positions | Meilleures positions | Meilleures positions | Meilleures positions | Meilleures positions | Meilleures positions | Certifications | Album                                              |
| Titre                                                                             | Année | US                   | US Dance             | ALL                  | AUS                  | BEL (FL)             | BEL (WAL)            | CAN                  | FRA                  | NOR                  | P-B                  | R-U                  | SUE                  | SUI                  | Certifications | Album                                              |
| --------------------------------------------------------------------------------- | ----- | -------------------- | -------------------- | -------------------- | -------------------- | -------------------- | -------------------- | -------------------- | -------------------- | -------------------- | -------------------- | -------------------- | -------------------- | -------------------- | --- | -------------------------------------------------- |
| Wavez                                                                             | 2015  | —                    | —                    | —                    | —                    | —                    | —                    | —                    | —                    | —                    | —                    | —                    | —                    | —                    | | Single inédit                                      |
| Pro                                                                               | 2015  | —                    | —                    | —                    | —                    | —                    | —                    | —                    | —                    | —                    | —                    | —                    | —                    | —                    | | Single inédit                                      |
| Blocks                                                                            | 2015  | —                    | 25                   | —                    | —                    | —                    | —                    | —                    | —                    | —                    | —                    | —                    | —                    | —                    | | Joytime                                            |
| Wrong                                                                             | 2015  | —                    | —                    | —                    | —                    | —                    | —                    | —                    | —                    | —                    | —                    | —                    | —                    | —                    | | Single inédit                                      |
| Find Me                                                                           | 2015  | —                    | 16                   | —                    | —                    | —                    | —                    | —                    | —                    | —                    | —                    | —                    | —                    | —                    | | Joytime                                            |
| Show You                                                                          | 2015  | —                    | —                    | —                    | —                    | —                    | —                    | —                    | —                    | —                    | —                    | —                    | —                    | —                    | | Joytime                                            |
| Want U 2                                                                          | 2015  | —                    | —                    | —                    | —                    | —                    | —                    | —                    | —                    | —                    | —                    | —                    | —                    | —                    | | Joytime                                            |
| Summer                                                                            | 2015  | —                    | 20                   | —                    | —                    | —                    | —                    | —                    | —                    | —                    | —                    | —                    | —                    | —                    | | Joytime                                            |
| Take It Back                                                                      | 2015  | —                    | —                    | —                    | —                    | —                    | —                    | —                    | —                    | —                    | —                    | —                    | —                    | —                    | | Joytime                                            |
| Know Me                                                                           | 2015  | —                    | —                    | —                    | —                    | —                    | —                    | —                    | —                    | —                    | —                    | —                    | —                    | —                    | | Joytime                                            |
| Invincible                                                                        | 2015  | —                    | —                    | —                    | —                    | —                    | —                    | —                    | —                    | —                    | —                    | —                    | —                    | —                    | | Single inédit                                      |
| Home                                                                              | 2015  | —                    | —                    | —                    | —                    | —                    | —                    | —                    | —                    | —                    | —                    | —                    | —                    | —                    | | Joytime                                            |
| Bounce                                                                            | 2015  | —                    | —                    | —                    | —                    | —                    | —                    | —                    | —                    | —                    | —                    | —                    | —                    | —                    | | Joytime                                            |
| Keep It Mello (featuring Omar LinX)                                               | 2015  | —                    | 25                   | —                    | —                    | —                    | —                    | —                    | —                    | —                    | —                    | —                    | —                    | —                    | - RIAA: Or - MC: Or | Joytime                                            |
| Colour                                                                            | 2016  | —                    | —                    | —                    | —                    | —                    | —                    | —                    | —                    | —                    | —                    | —                    | —                    | —                    | | Single inédit                                      |
| Alone                                                                             | 2016  | 28                   | 3                    | —                    | —                    | —                    | —                    | 11                   | —                    | —                    | —                    | 61                   | —                    | —                    | - RIAA: 3× Platine - BPI: Argent - MC: Platine | Monstercat 027 – Cataclysm                         |
| Magic (avec Jauz)                                                                 | 2016  | —                    | —                    | —                    | —                    | —                    | —                    | —                    | —                    | —                    | —                    | —                    | —                    | —                    | | Single inédit                                      |
| Freal Luv (avec Far East Movement featuring Chanyeol and Tinashe)                 | 2016  | —                    | 20                   | —                    | —                    | —                    | —                    | —                    | —                    | —                    | —                    | —                    | —                    | —                    | | Identity                                           |
| Ritual (featuring Wrabel)                                                         | 2016  | —                    | 11                   | —                    | —                    | —                    | —                    | 82                   | —                    | —                    | —                    | —                    | —                    | —                    | | Singles inédits                                    |
| Chasing Colors (avec Ookay featuring Noah Cyrus)                                  | 2017  | —                    | 8                    | —                    | —                    | —                    | —                    | 49                   | —                    | —                    | —                    | —                    | —                    | —                    | | Singles inédits                                    |
| Twinbow (avec Slushii)                                                            | 2017  | —                    | —                    | —                    | —                    | —                    | —                    | —                    | —                    | —                    | —                    | —                    | —                    | —                    | | Singles inédits                                    |
| Moving On                                                                         | 2017  | —                    | 13                   | —                    | —                    | —                    | —                    | —                    | —                    | —                    | —                    | —                    | —                    | —                    | | Singles inédits                                    |
| Love U                                                                            | 2017  | —                    | 14                   | —                    | —                    | —                    | —                    | —                    | —                    | —                    | —                    | —                    | —                    | —                    | | Singles inédits                                    |
| Silence (featuring Khalid)                                                        | 2017  | 30                   | 1                    | 6                    | 5                    | 5                    | 26                   | 7                    | 70                   | 2                    | 11                   | 3                    | 5                    | 20                   | - RIAA: 5× Platine - ARIA: 7× Platine - BEA: 2× Platine - BPI: 3× Platine - BVMI: 2× Platine - GLF: 5× Platine - MC: 9× Platine - RMNZ: 2× Platine - SNEP: Diamant            | Singles inédits                                    |
| You & Me                                                                          | 2017  | —                    | 19                   | —                    | —                    | —                    | —                    | —                    | —                    | —                    | —                    | —                    | —                    | —                    | | Singles inédits                                    |
| Wolves (avec Selena Gomez)                                                        | 2017  | 20                   | 1                    | 11                   | 5                    | 7                    | 4                    | 7                    | 30                   | 5                    | 8                    | 9                    | 7                    | 9                    | - RIAA: 2× Platine - ARIA: 3× Platine - BEA: Platine - BPI: Platine - BVMI: Platine - GLF: 2× Platine - IFPI NOR: 3× Platine - MC: 3× Platine - RMNZ: Platine - SNEP: Diamant | Rare (Target deluxe edition)                       |
| Danger (avec Migos)                                                               | 2017  | 82                   | —                    | —                    | —                    | —                    | —                    | 49                   | —                    | —                    | —                    | —                    | —                    | —                    | - RIAA: Or | Bright: The Album                                  |
| Spotlight (avec Lil Peep)                                                         | 2018  | —                    | —                    | —                    | —                    | —                    | —                    | 73                   | —                    | —                    | —                    | 74                   | 61                   | —                    | - RIAA: Platine - BPI: Argent | Single inédit                                      |
| Friends (avec Anne-Marie)                                                         | 2018  | 11                   | —                    | 1                    | 4                    | 3                    | 2                    | 5                    | 14                   | 4                    | 4                    | 4                    | 5                    | 4                    | - RIAA: 4× Platine - ARIA: 4× Platine - BEA: Platine - BPI: 2× Platine - BVMI: Platine - IFPI NOR: 2× Platine - MC: 6× Platine - RMNZ: Platine - SNEP: Diamant                | Speak Your Mind                                    |
| Everyday (avec Logic)                                                             | 2018  | 29                   | —                    | 48                   | 38                   | —                    | —                    | 15                   | —                    | 20                   | 64                   | 46                   | 34                   | 60                   | - RIAA: Or - BPI: Argent - BVMI: Or - MC: Platine | Bobby Tarantino II                                 |
| Fly (featuring Leah Culver)                                                       | 2018  | —                    | 7                    | —                    | —                    | —                    | —                    | —                    | —                    | —                    | —                    | —                    | —                    | —                    | | Singles inédits                                    |
| You Can Cry (avec Juicy J featuring James Arthur)                                 | 2018  | —                    | —                    | —                    | —                    | —                    | —                    | —                    | —                    | —                    | —                    | 91                   | —                    | —                    | | Singles inédits                                    |
| Tell Me                                                                           | 2018  | —                    | 15                   | —                    | —                    | —                    | —                    | —                    | —                    | —                    | —                    | —                    | —                    | —                    | | Joytime II                                         |
| Check This Out                                                                    | 2018  | —                    | 10                   | —                    | —                    | —                    | —                    | —                    | —                    | —                    | —                    | —                    | —                    | —                    | | Joytime II                                         |
| Flashbacks                                                                        | 2018  | —                    | 32                   | —                    | —                    | —                    | —                    | —                    | —                    | —                    | —                    | —                    | —                    | —                    | | Joytime II                                         |
| Stars                                                                             | 2018  | —                    | 31                   | —                    | —                    | —                    | —                    | —                    | —                    | —                    | —                    | —                    | —                    | —                    | | Joytime II                                         |
| Together                                                                          | 2018  | —                    | 20                   | —                    | —                    | —                    | —                    | —                    | —                    | —                    | —                    | —                    | —                    | —                    | | Joytime II                                         |
| Power                                                                             | 2018  | —                    | 24                   | —                    | —                    | —                    | —                    | —                    | —                    | —                    | —                    | —                    | —                    | —                    | | Joytime II                                         |
| Rooftops                                                                          | 2018  | —                    | 26                   | —                    | —                    | —                    | —                    | —                    | —                    | —                    | —                    | —                    | —                    | —                    | | Joytime II                                         |
| Paralyzed                                                                         | 2018  | —                    | 30                   | —                    | —                    | —                    | —                    | —                    | —                    | —                    | —                    | —                    | —                    | —                    | | Joytime II                                         |
| Imagine                                                                           | 2018  | —                    | —                    | —                    | —                    | —                    | —                    | —                    | —                    | —                    | —                    | —                    | —                    | —                    | | Joytime II                                         |
| Happier (avec Bastille)                                                           | 2018  | 2                    | 1                    | 9                    | 3                    | 7                    | 5                    | 2                    | 24                   | 7                    | 5                    | 2                    | 4                    | 10                   | - RIAA: 6× Platine - ARIA: 6× Platine - BEA: Or - BPI: 3× Platine - BVMI: Platine - GLF: 3× Platine - MC: 6× Platine - RMNZ: 2× Platine - SNEP: Diamant                       | Singles inédits                                    |
| Bayen Habeit (In Love) (avec Amr Diab)                                            | 2018  | —                    | —                    | —                    | —                    | —                    | —                    | —                    | —                    | —                    | —                    | —                    | —                    | —                    | | Singles inédits                                    |
| Project Dreams (avec Roddy Ricch)                                                 | 2018  | —                    | —                    | —                    | —                    | —                    | —                    | —                    | —                    | —                    | —                    | —                    | —                    | —                    | - RIAA: Platine - BPI: Argent - MC: Platine | Singles inédits                                    |
| Biba (avec Pritam featuring Shirley Setia)                                        | 2019  | —                    | 31                   | —                    | —                    | —                    | —                    | —                    | —                    | —                    | —                    | —                    | —                    | —                    | | Singles inédits                                    |
| Sell Out (avec Svdden Death)                                                      | 2019  | —                    | 36                   | —                    | —                    | —                    | —                    | —                    | —                    | —                    | —                    | —                    | —                    | —                    | | Singles inédits                                    |
| Here with Me (featuring Chvrches)                                                 | 2019  | 31                   | 3                    | 49                   | 9                    | 20                   | 28                   | 15                   | 113                  | 28                   | 42                   | 9                    | 39                   | 62                   | - RIAA: 2× Platine - ARIA: Platine - BEA: Or - BPI: Platine - BVMI: Or - MC: 2× Platine                                                                                       | Singles inédits                                    |
| First Place (avec SOB & RBE)                                                      | 2019  | —                    | —                    | —                    | —                    | —                    | —                    | —                    | —                    | —                    | —                    | —                    | —                    | —                    | | Roll the Dice EP                                   |
| Don't Save Me (avec SOB & RBE)                                                    | 2019  | —                    | —                    | —                    | —                    | —                    | —                    | —                    | —                    | —                    | —                    | —                    | —                    | —                    | | Roll the Dice EP                                   |
| Roll the Dice (avec SOB & RBE)                                                    | 2019  | —                    | —                    | —                    | —                    | —                    | —                    | —                    | —                    | —                    | —                    | —                    | —                    | —                    | | Roll the Dice EP                                   |
| Light It Up (featuring Tyga & Chris Brown)                                        | 2019  | 90                   | —                    | 77                   | —                    | —                    | —                    | 75                   | —                    | —                    | —                    | 55                   | —                    | 78                   | - MC: Or - RMNZ: Platine | Single inédit                                      |
| Rescue Me (featuring A Day to Remember)                                           | 2019  | 92                   | 5                    | —                    | —                    | —                    | —                    | —                    | —                    | —                    | —                    | —                    | —                    | —                    | | Joytime III                                        |
| One Thing Right (avec Kane Brown)                                                 | 2019  | 36                   | —                    | 71                   | 4                    | —                    | —                    | 12                   | —                    | —                    | —                    | 76                   | 92                   | —                    | - RIAA: 2× Platine - ARIA: 6× Platine - BPI: Argent - GLF: Or - MC: 4× Platine                                                                                                | Single inédit                                      |
| Room to Fall (avec Flux Pavilion featuring Elohim)                                | 2019  | —                    | 19                   | —                    | —                    | —                    | —                    | —                    | —                    | —                    | —                    | —                    | —                    | —                    | | Joytime III                                        |
| Tongue Tied (avec Yungblud & Blackbear)                                           | 2019  | —                    | —                    | 100                  | —                    | —                    | —                    | —                    | —                    | —                    | —                    | 62                   | —                    | —                    | | Singles inédits                                    |
| Crusade (avec Svdden Death)                                                       | 2020  | —                    | 13                   | —                    | —                    | —                    | —                    | —                    | —                    | —                    | —                    | —                    | —                    | —                    | | Singles inédits                                    |
| Been Thru This Before (avec Southside featuring Giggs & Saint Jhn)                | 2020  | —                    | —                    | —                    | —                    | —                    | —                    | —                    | —                    | —                    | —                    | —                    | —                    | —                    | | Singles inédits                                    |
| Be Kind (avec Halsey)                                                             | 2020  | 29                   | —                    | 54                   | 15                   | —                    | —                    | 18                   | —                    | 29                   | 34                   | 33                   | 48                   | 46                   | - RIAA: 2× Platine - ARIA: Platine - BPI: Argent - IFPI NOR: Or - MC: 3× Platine                                                                                              | Manic / Collabs                                    |
| Come & Go (avec Juice Wrld)                                                       | 2020  | 2                    | —                    | 38                   | 4                    | 47                   | —                    | 4                    | 146                  | 9                    | 27                   | 9                    | 7                    | 21                   | - RIAA: 3× Platine - ARIA: 2× Platine - BPI: Platine - BVMI: Or - MC: 3× Platine - RMNZ: Or                                                                                   | Legends Never Die                                  |
| Baggin' (avec 42 Dugg)                                                            | 2020  | —                    | —                    | —                    | —                    | —                    | —                    | —                    | —                    | —                    | —                    | —                    | —                    | —                    | | Single inédit                                      |
| OK Not to Be OK (avec Demi Lovato)                                                | 2020  | 36                   | 2                    | —                    | 47                   | —                    | —                    | 41                   | —                    | —                    | —                    | 42                   | 72                   | 51                   | | Dancing with the Devil... the Art of Starting Over |
| Too Much (avec Imanbek featuring Usher)                                           | 2020  | —                    | 8                    | —                    | —                    | —                    | —                    | —                    | —                    | —                    | —                    | —                    | —                    | —                    | | Single inédit                                      |
| You (avec Benny Blanco & Vance Joy)                                               | 2021  | —                    | —                    | —                    | —                    | —                    | —                    | 62                   | —                    | —                    | —                    | —                    | 38                   | —                    | | Friends Keep Secrets 2                             |
| Lavandia (avec Arash)                                                             | 2021  | —                    | —                    | —                    | —                    | —                    | —                    | —                    | —                    | —                    | —                    | —                    | —                    | —                    | | Single inédit                                      |
| Like This (avec 2KBaby)                                                           | 2021  | —                    | —                    | —                    | —                    | —                    | —                    | —                    | —                    | —                    | —                    | —                    | —                    | —                    | | First Quarter                                      |
| Do You Believe (avec Ali Gatie & Ty Dolla $ign)                                   | 2021  | —                    | —                    | —                    | —                    | —                    | —                    | —                    | —                    | —                    | —                    | —                    | —                    | —                    | | The Idea of Her                                    |
| Leave Before You Love Me (avec Jonas Brothers)                                    | 2021  | 19                   | —                    | —                    | 26                   | 32                   | 7                    | 7                    | —                    | —                    | 30                   | 24                   | —                    | —                    | - RIAA: Platine - ARIA: 2× Platine - BPI: Or | Single inédit                                      |
| Back in Time (avec Carnage)                                                       | 2021  | —                    | 20                   | —                    | —                    | —                    | —                    | —                    | —                    | —                    | —                    | —                    | —                    | —                    | | Shockwave                                          |
| Hitta (avec Eptic featuring Juicy J)                                              | 2021  | —                    | —                    | —                    | —                    | —                    | —                    | —                    | —                    | —                    | —                    | —                    | —                    | —                    | | Shockwave                                          |
| Bad Bitches (avec Nitti Gritti featuring Megan Thee Stallion)                     | 2021  | —                    | 23                   | —                    | —                    | —                    | —                    | —                    | —                    | —                    | —                    | —                    | —                    | —                    | | Shockwave                                          |
| House Party (avec Subtronics)                                                     | 2021  | —                    | 31                   | —                    | —                    | —                    | —                    | —                    | —                    | —                    | —                    | —                    | —                    | —                    | | Shockwave                                          |
| Shockwave                                                                         | 2021  | —                    | 11                   | —                    | —                    | —                    | —                    | —                    | —                    | —                    | —                    | —                    | —                    | —                    | | Shockwave                                          |
| Chasing Stars (avec Alesso & James Bay)                                           | 2021  | —                    | 11                   | —                    | —                    | 40                   | —                    | —                    | —                    | —                    | —                    | —                    | 74                   | —                    | | Singles inédits                                    |
| Preached (avec Lil Dusty G)                                                       | 2021  | —                    | —                    | —                    | —                    | —                    | —                    | —                    | —                    | —                    | —                    | —                    | —                    | —                    | | Singles inédits                                    |
| Before U                                                                          | 2022  | —                    | —                    | —                    | —                    | —                    | —                    | —                    | —                    | —                    | —                    | —                    | —                    | —                    | | Singles inédits                                    |
| Estilazo (avec Tokischa)                                                          | 2022  | —                    | —                    | —                    | —                    | —                    | —                    | —                    | —                    | —                    | —                    | —                    | —                    | —                    | | Singles inédits                                    |
| Numb (avec Khalid)                                                                | 2022  | 40                   | 3                    | 65                   | 38                   | 18                   | —                    | 4                    | —                    | 35                   | 42                   | —                    | 26                   | —                    | - ARIA: Platine - GLF: Or - MC: Platine | Singles inédits                                    |
| Sah Sah (avec Nancy Ajram)                                                        | 2022  | —                    | 38                   | —                    | —                    | —                    | —                    | —                    | —                    | —                    | —                    | —                    | —                    | —                    | | Singles inédits                                    |
| American Psycho (avec Mae Muller & Trippie Redd)                                  | 2022  | —                    | —                    | —                    | —                    | —                    | —                    | —                    | —                    | —                    | —                    | —                    | —                    | —                    | | Singles inédits                                    |
| Bye Bye (avec Juice Wrld)                                                         | 2022  | 53                   | —                    | 46                   | —                    | —                    | —                    | 36                   | —                    | —                    | 80                   | 45                   | 87                   | 85                   | | Singles inédits                                    |
| Party Jumpin' (avec Jamie Brown)                                                  | 2023  | —                    | 35                   | —                    | —                    | —                    | —                    | —                    | —                    | —                    | —                    | —                    | —                    | —                    | | Singles inédits                                    |
| Unity                                                                             | 2023  | —                    | —                    | —                    | —                    | —                    | —                    | —                    | —                    | —                    | —                    | —                    | —                    | —                    | | Singles inédits                                    |
| Eternal                                                                           | 2023  | —                    | —                    | —                    | —                    | —                    | —                    | —                    | —                    | —                    | —                    | —                    | —                    | —                    | | Singles inédits                                    |
| Old School (avec Ray Volpe)                                                       | 2023  | —                    | 31                   | —                    | —                    | —                    | —                    | —                    | —                    | —                    | —                    | —                    | —                    | —                    | | Singles inédits                                    |
| El Merengue (avec Manuel Turizo)                                                  | 2023  | —                    | 5                    | —                    | —                    | —                    | —                    | 87                   | —                    | —                    | —                    | —                    | —                    | 81                   | | 2000                                               |
| Grown Man (avec Polo G & Southside)                                               | 2023  | —                    | —                    | —                    | —                    | —                    | —                    | —                    | —                    | —                    | —                    | —                    | —                    | —                    | | Singles inédits                                    |
| Esta Vida (avec Farruko)                                                          | 2023  | —                    | 10                   | —                    | —                    | 37                   | —                    | —                    | 194                  | —                    | 11                   | —                    | —                    | —                    | | Singles inédits                                    |
| Fell in Love (avec Brent Faiyaz)                                                  | 2023  | —                    | —                    | —                    | —                    | —                    | —                    | 96                   | —                    | —                    | —                    | —                    | —                    | —                    | | Singles inédits                                    |
| Solteiro Sou Um Perigo (avec Tropkillaz & Mc Delux)                               | 2023  | —                    | —                    | —                    | —                    | —                    | —                    | —                    | —                    | —                    | —                    | —                    | —                    | —                    | | Mellokillaz                                        |
| Movimenta (avec Tropkillaz & Mu540 & Mc Gw)                                       | 2023  | —                    | —                    | —                    | —                    | —                    | —                    | —                    | —                    | —                    | —                    | —                    | —                    | —                    | | Mellokillaz                                        |
| Taka Taka (avec Tropkillaz & Mc Rd)                                               | 2023  | —                    | —                    | —                    | —                    | —                    | —                    | —                    | —                    | —                    | —                    | —                    | —                    | —                    | | Mellokillaz                                        |
| Vem K Me Dá (avec Tropkillaz & TMJ)                                               | 2023  | —                    | —                    | —                    | —                    | —                    | —                    | —                    | —                    | —                    | —                    | —                    | —                    | —                    | | Mellokillaz                                        |
| Como Yo :( (avec Tiago PZK)                                                       | 2023  | —                    | 33                   | —                    | —                    | —                    | —                    | —                    | —                    | —                    | —                    | —                    | —                    | —                    | | Single inédit                                      |
| Holy Water (avec Jelly Roll)                                                      | 2025  | —                    | —                    | —                    | —                    | —                    | —                    | —                    | —                    | —                    | —                    | —                    | —                    | —                    | |                                                    |
| « — » signifie que le single ne s'est pas classé ou n'est pas sorti dans le pays. |       |                      |                      |                      |                      |                      |                      |                      |                      |                      |                      |                      |                      |                      | |                                                    |

### Remixes
- 2015 : Calvin Harris featuring Ellie Goulding - Outside (Marshmello Remix)
- 2015 : Zedd featuring Selena Gomez - I Want You to Know (Marshmello Remix)
- 2015 : Zedd featuring Jon Bellion - Beautiful Now (Marshmello Remix)
- 2015 : Ariana Grande - One Last Time (Marshmello Remix)
- 2015 : Avicii - Waiting for Love (Marshmello Remix)
- 2015 : Skrillex & Diplo present Jack Ü & Justin Bieber - Where Are Ü Now (Marshmello Remix)
- 2015 : Adele - Hello (Marshmello Remix)
- 2015 : Duke Dumont featuring A*M*E - Need U (100%) (Jauz & Marshmello Remix)
- 2016 : Riot Games Music Team - Flash Funk (Marshmello Remix)
- 2016 : Marshmello - Want U 2 (Marshmello & Slushii Remix)
- 2016 : Era Istrefi - BonBon (Marshmello Remix)
- 2016 : Anne-Marie - Alarm (Marshmello Remix)
- 2016 : Alan Walker featuring Iselin Solheim - Sing Me to Sleep (Marshmello Remix)
- 2016 : DJ Snake featuring Justin Bieber - Let Me Love You (Marshmello Remix)
- 2017 : Noah Cyrus featuring Labrinth - Make Me (Cry) (Marshmello Remix)
- 2017 : Future - Mask Off (Marshmello Remix)
- 2021 : Alesso & Marshmello & James Bay - Chasing Stars (VIP Mix)

## Top 100DJ Mag
- 2016 : #28 (entrée)[84]
- 2017 : #10 (+18)[85]
- 2018 : #10 (=)[86]
- 2019 : #5 (+5)[87]
- 2020 : #11 (-6)[88]
- 2021 : #13 (-2)

## Palmarès
- WWE : WWE 24/7 Championship (1 fois)[89]